# Litli-Krummi
Litli-Krummi är en bergstopp i republiken Island. Den ligger i regionen Norðurland eystra, 230 km nordost om huvudstaden Reykjavík. Toppen på Litli-Krummi är 1 190 meter över havet.
Trakten runt Litli-Krummi är nära nog obefolkad, med mindre än två invånare per kvadratkilometer. Närmaste större samhälle är Akureyri, omkring 13 kilometer nordost om Litli-Krummi. Trakten runt Litli-Krummi består i huvudsak av gräsmarker.